# Веселовка (Коростенский район)
Веселовка (укр. Веселівка) — село на Украине, основано в 1814 году, находится в Коростенском районе Житомирской области.
Код КОАТУУ — 1822384601. Население по переписи 2001 года составляет 628 человек. Почтовый индекс — 11572. Телефонный код — 4142. Занимает площадь 1,84 км².

## Адрес местного совета
11572, Житомирская область, Коростенский р-н, с. Веселовка, ул. Щорса, 12а